# NGC 1207
NGC 1207 é uma galáxia espiral (Sb) localizada na direcção da constelação de Perseus. Possui uma declinação de +38° 22' 56" e uma ascensão recta de 3 horas, 08 minutos e 15,4 segundos.
A galáxia NGC 1207 foi descoberta em 18 de Outubro de 1786 por William Herschel.